# Taeniophyllum dischorense
Taeniophyllum dischorense är en orkidéart som beskrevs av Rudolf Schlechter. Taeniophyllum dischorense ingår i släktet Taeniophyllum och familjen orkidéer. Inga underarter finns listade i Catalogue of Life.